# Banda de Música de Manacor
La Banda de Música de Manacor és una banda de música amateur de Manacor, Mallorca. El seu director actual és Eduardo Bernabéu Valls. Compta també amb una banda jove i una banda infantil. L'any 2011, sota la batuta de Pere Siquier, la banda va enregistrar el disc Siau qui sou! (Ona Edicions) amb música de Guillem d'Efak.
La banda ha oferit concerts amb músics com Ferrer Ferran, Cap pela, Óscar Navarro, Pascual Martínez, Serafín Zubiri, etc., així com concerts didàctics, de Setmana Santa, de Santa Cecília o de Nadal. També ha participat en certàmens com Fem Banda (Lleida, 2015) i la 131a edició del Certamen Internacional de Bandes de Música Ciutat de València.Així mateix, la banda compta amb una temporada de concerts a l'Auditori de Manacor.
Més informació: www.bandamanacor.org